# Rapencross

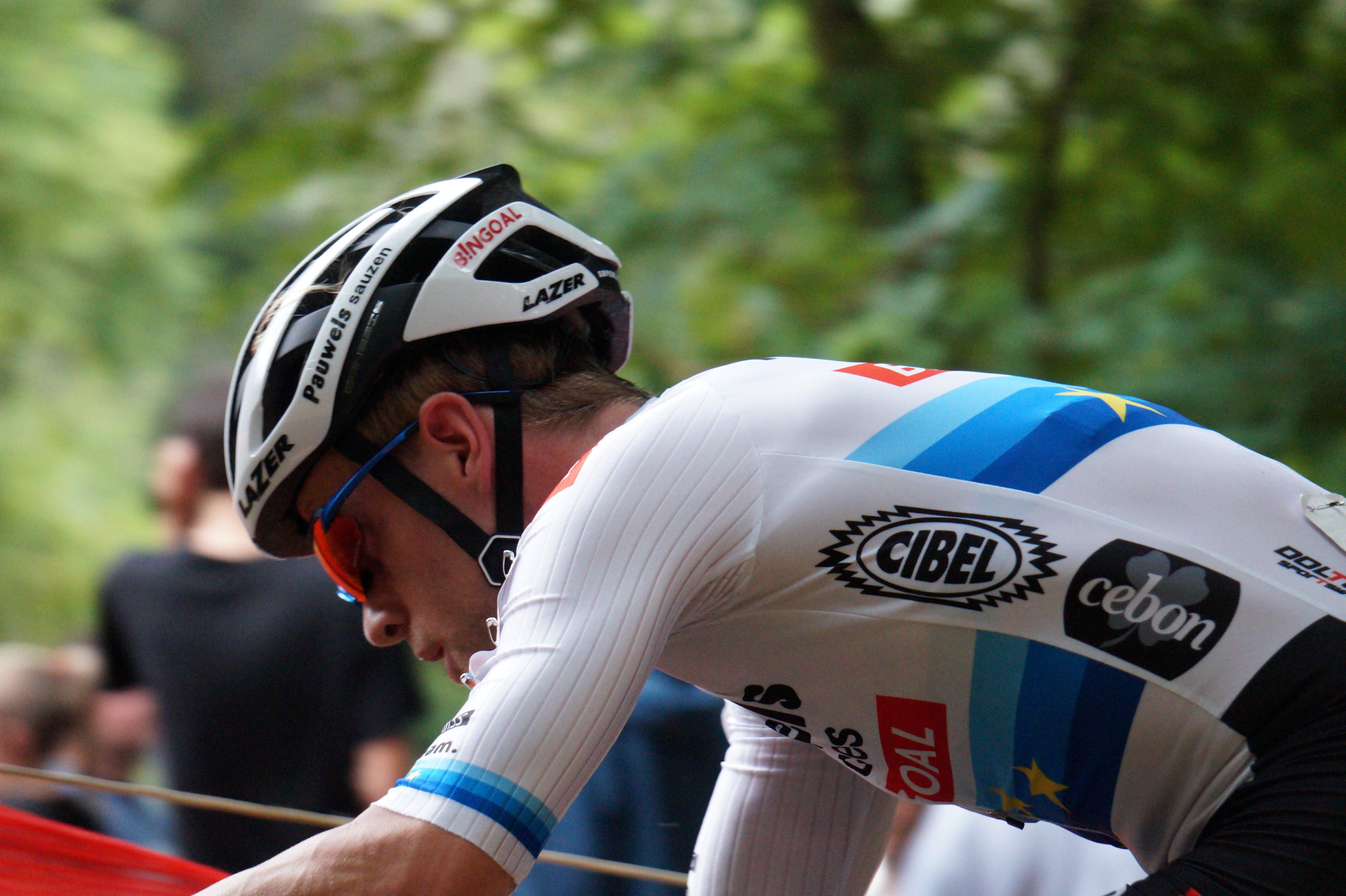
Eli Iserbyt im Trikot des Europameisters, auf dem Weg zum Sieg im Rapencross 2021.

Der Rapencross ist ein Cyclocrossrennen im belgischen Lokeren.

## Geschichte
Der Rapencross stand erstmals in der Saison 2018/2019 im internationalen Kalender, als Teil der Rennserie Brico Cross, wo er für den Polderscross Kruibeke einstand, der in jener Saison die belgischen Meisterschaften organisierte. Schauplatz des Rapencross ist der Park ter Beuken an der Durme. Der Name spielt auf die Rübe im Stadtwappen sowie auf den Rübenanbau im Waasland an, dem die Bewohner von Lokeren den Spitznamen Rapenfretters verdanken.
Die erste Ausgabe gewann etwas überraschend Daan Soete; Weltmeister Wout van Aert landete auf dem sechsten Platz, und Mathieu van der Poel musste wegen einer Knöchelverletzung aufgeben. Es handelt sich damit (Stand 2023) um das einzige Cyclocrossrennen, das beide Fahrer bestritten, ohne dass einer von ihnen auf dem Podium gelandet wäre.
Die Ausgabe von 2018 war als einmalige Aktion gedacht, doch schon 2020 stand Lokeren erneut im Kalender, diesmal als Ersatz für den Berencross in Meulebeke, weil nun dort die belgischen Meisterschaften organisiert wurden. 2021 verblieb Lokeren im Kalender, zumal der GP Stad Eeklo den Brico Cross verlassen hatte. Der Termin des Rennens lag jeweils zu Beginn der Saison im September oder Oktober.
In der Saison 2022/2023 war es an Lokeren, die belgischen Meisterschaften auszurichten, die bei den Männern Michael Vanthourenhout und bei den Frauen Sanne Cant gewannen. Die hohe Belastung durch diese Ausrichtung ließ Lokeren auch in der Saison 2023/2024 aussetzen. 2024 kehrte der Rapencross in den internationalen Kalender zurück, nunmehr im Rahmen der X²O Badkamers Trofee.

## Siegerliste

### Männer
- 2018:  Daan Soete
- 2020:  Eli Iserbyt
- 2021:  Eli Iserbyt
- 2022: nicht ausgetragen (belgische Meisterschaften)
- 2023: nicht ausgetragen
- 2024:  Thibau Nys

### Frauen
- 2018:  Sanne Cant
- 2020:  Aniek van Alphen
- 2021:  Denise Betsema
- 2022: nicht ausgetragen (belgische Meisterschaften)
- 2023: nicht ausgetragen
- 2024:  Lucinda Brand